# Blackadder: The Cavalier Years
Blackadder: The Cavalier Years är ett 15 minuter långt specialavsnitt tillhörande serien Svarte Orm. Handlingen i avsnittet utspelar sig vid tiden för det engelska inbördeskriget och avsnittet visades under Comic Relief-galan, fredagen den 2 februari 1988.
Avsnittet inkluderar de två i serien återkommande karaktärerna Rowan Atkinson som Sir Edmund Blackadder och Tony Robinson som Baldrick, samt Stephen Fry som Karl I. Även Warren Clarke gör i avsnittet ett gästframträdande som Oliver Cromwell. Stephen Frys imitation av kung Karl var baserad på den samtida kronprinsen Charles. I seriens kronologi utspelar sig detta avsnitt under en period mellan den andra och tredje serien, men avsnittet producerades och visades sedan den tredje serien sänts och innan Blackadder's Christmas Carol.

## Handling
Avsnittets handling börjar i november 1648. Kung Karl I av England, Skottland och Irland (Stephen Fry) har redan förlorat inbördeskriget. Enbart två lojala män finns kvar i hans närhet: Sir Edmund Blackadder (Rowan Atkinson) och Sodoff Baldrick, Esquire (Tony Robinson). De har gett konungen en tillflyktsort i form av Blackadder Hall, med vetskapen att sannolikheten för att han skulle bli fångad är densamma som för att "en räv jagad av en flock enbenta, jagande sköldpaddor" skulle bli fångad. Blackadder fortsätter att vara lojal; som rojalist kan det nämligen vara ett av de enda sätten att överleva. Han är också rädd för att puritanismen sprids. Under Blackadders frånvaro anländer Oliver Cromwell (Warren Clarke) själv till Blackadder Hall, tillsammans med några av hans supportrar från det engelska parlamentet. Baldrick försöker förneka att konungen gömmer sig där, men när Cromwell skall sätta ner en kopp skriker Baldrick "därför att det är kungens kopp".
Den andra scenen utspelar sig i Tower of London, två veckor senare. Kung Karl böner avbryts när han får besök. Det första från Oliver Cromwell som varnar honom för att hans sista dag är kommen. Den andra besökaren är Blackadder, utklädd till präst, som vill berätta för konungen att han har en flyktplan. Medan Blackadder fortfarande är där får konungen ett meddelande om att han kommer att bli dödad. I denna fiktiva berättelse utspelade sig händelserna under sena november eller tidiga december månad 1648, men i verkligheten hände de den 27 januari 1649.
När den 29 januari 1649 kommer och konungens avrättning närmar sig blir Karl I än en gång besökt av Blackadder. Hans flyktplaner har dock inte utförts, men han säger att det fortfarande finns hopp. Parlamentet har ännu inte hittat någon man som skulle kunna tänka sig att avrätta konungen. Karl påstår att han inte ser fram emot sin avrättning, men "Det är en fråga om balans, inte sant? Som så mycket annat". Blackadder fortsätter samtalet genom att övertyga konungen om att ingen vågar bli hans bödel. Precis när han säger det får kungen ett meddelande om att de har hittat en villig bödel.
Tillbaka i Blackadder Hall sjunger Baldrick samtidigt som Blackadder säger att hans liv har gått i spillror. När Baldrick informerar honom om att han har ett respekterat jobb frågar sig Sir Edmund vem som kan vara så ond, så hjärtlös och kall att han kan hugga huvudet av Englands kung. Medan hans ord sjunker in ifrågasätter han Baldrick, som erkänner att det var han som tog positionen (i verkligheten var bödeln Richard Brandon). Men Baldrick förklarar för Blackadder att han har en listig plan för att rädda kungen. Han visar Blackadder en pumpa som han kladdigt och slarvigt ritat ett ansikte på. Han planerar att placera pumpan ovanför konungens huvud och hugga av den istället. Blackadder tycker dock inte att det är en bra idé, eftersom Baldrick kommer att behöva hålla monarkens huvud inför folkmassan och han kritiserar Baldricks idiotiska plan: "Ditt huvud är lika tomt som en eunucks byxor", påstår Blackadder. Baldrick, som blivit lite ledsen, säger att åtminstone pengarna, £1000, är bra. Då vaknar Blackadders girighet till liv och han tänker ta pengarna från Baldrick genom att själv vara bödeln. Från den här punkten i berättelsen förvandlas Blackadder, från att ha varit en ganska hjältemodig och lojal karaktär, till en girig, typisk Blackadder.
Kung Karls dag för avrättning har nu kommit, den 30 januari 1649. Kungen lämnas ensam i några minuter med sin avrättare (Blackadder med huva och falsk röst). Blackadder utnyttjar dessa minuter för att frånta konungen hans återstående rikedomar. Kungen känner igen honom, men misstolkar Blackadders avsikter och gratulerar honom för att han kommit för att rädda honom, innan han berättar om sin rika son, kung Karl II av England, Skottland och Irland. När Blackadder inte kan berätta för konungen sitt egentliga ärende får Blackadder panik och använder sig av den plan som Baldrick föreslagit tidigare. Kameran fokuserar på Baldrick, som lyssnar på ljuden från avrättningen. Blackadder hugger sönder pumpan och säger "Här är huvudet av förrädaren". Förutsägbart nog svarar folkmassan "Det är det inte! Det är en stor pumpa med en patetiskt ritad mustasch". Blackadder beklagar och säger att han ska försöka igen. Baldrick fortsätter att lyssna och man hör hur Karls huvud blir avhugget och hur publiken jublar.
När avsnittets sista scen börjar har Sir Edmund Blackadder och Sodoff Baldrick, Esquire, återvänt till Blackadder Hall. En maskerad Blackadder håller spädbarnet Karl II i sina armar (i verkligheten var Karl II 19 år när hans far dog). Baldrick uppmuntrar honom genom att säga att Blackadder åtminstone försökte och att Englands monarki sover i hans armar. Han föreslår också för sin herre att han borde vara beredd på att fly till Frankrike, därför att han som känd rojalist är i fara att bli arresterad av Cromwell och hans män, kallade The Roundheads. Blackadder, som uppenbarligen glömt att han är i fara, reser sig upp för att agera. Men det är för sent: The Roundheads är redan i Blackadder Hall och utanför dörren och de kräver att han ska ge upp. Blackadder berättar för Baldrick att en hedersman inte har något annat val än att stanna och slåss. Men Blackadder är ingen sådan man, så han kastar över prinsen till Baldrick innan han drar av sig sitt långa svarta hår (som alltså var en peruk), sitt falska skägg och sin falska mustasch, för att avslöja ett typiskt Roundhead-utseende - kort blont hår och renrakat ansikte. När de riktiga The Roundheads rusar in pekar Blackadder på Baldrick och säger "ett rojalistsvin". Avsnittet slutar med en hjälplös Baldrick som fortfarande håller i prinsen och med The Roundheads som närmar sig.

## Rollsättning
- Rowan Atkinson som Sir Edmund Blackadder
- Tony Robinson som Sodoff Baldrick, Esquire
- Stephen Fry som Karl I
- Warren Clarke som Oliver Cromwell
- Harry Enfield som berättare[1]